# Интернет в Боснии и Герцеговине
Домен верхнего уровня для Боснии и Герцеговины:ba.
Администратором домена ba является Центр телекоммуникаций Сараевского университета.
По данным на 2012 год, в Боснии и Герцеговине насчитывалось
- 2,2 млн Интернет-пользователей (57 % населения)[4].
- Стационарный доступ в Интернет: 551037 абонента (2012)[4], из них по типам доступа:
  - 84314 — коммутируемый доступ (2012);
  - 466723 — широкополосный доступ (2012);
    - 277295 — xDSL (2012);
    - 124750 — кабельный модем (2012);
    - 62621 — Беспроводной абонентский доступ (FWA) (2012);
    - 1389 — Leased line (2012);
    - 315 — оптоволокно, подведённое к дому (FTTH) (2012);
    - 353 — другие виды фиксированной широкополосной связи (2012);
- Интернет-хостов:155252, 77-е место в мире[1];
- Интернет-провайдеры: 73 провайдера (2012)[4].

## Интернет-цензура
В стране нет ограничений на доступ к Интернету со стороны государства, неизвестны случаи правительственного контроля электронной почты и Интернет-чатов пользователей.
Организацией, ответственной за саморегулирование содержания онлайн- и печатных СМИ Боснии и Герцеговины, является Совет по прессе. В 2012 году Совет по прессе рассмотрел 176 жалобы на деятельность СМИ (103 в отношении печатных изданий и 73 — интернет-СМИ), удовлетворив 35 и отклонив 19 как необоснованных.
Законодательство Боснии и Герцеговины предусматривает свободу слова и печати, но на практике правительство не всегда соблюдает свободу печати. Законодательство Федерации Боснии и Герцеговины запрещает разжигание ненависти. Законодательство Республики Сербской не запрещает разжигание ненависти в целом, но при этом запрещает разжигание межнациональной розни, расовой или религиозной вражды. Независимые аналитики отмечают склонность некоторых политиков страны маркировать неприятную для них критику как разжигание ненависти.